# فیلم رزمی

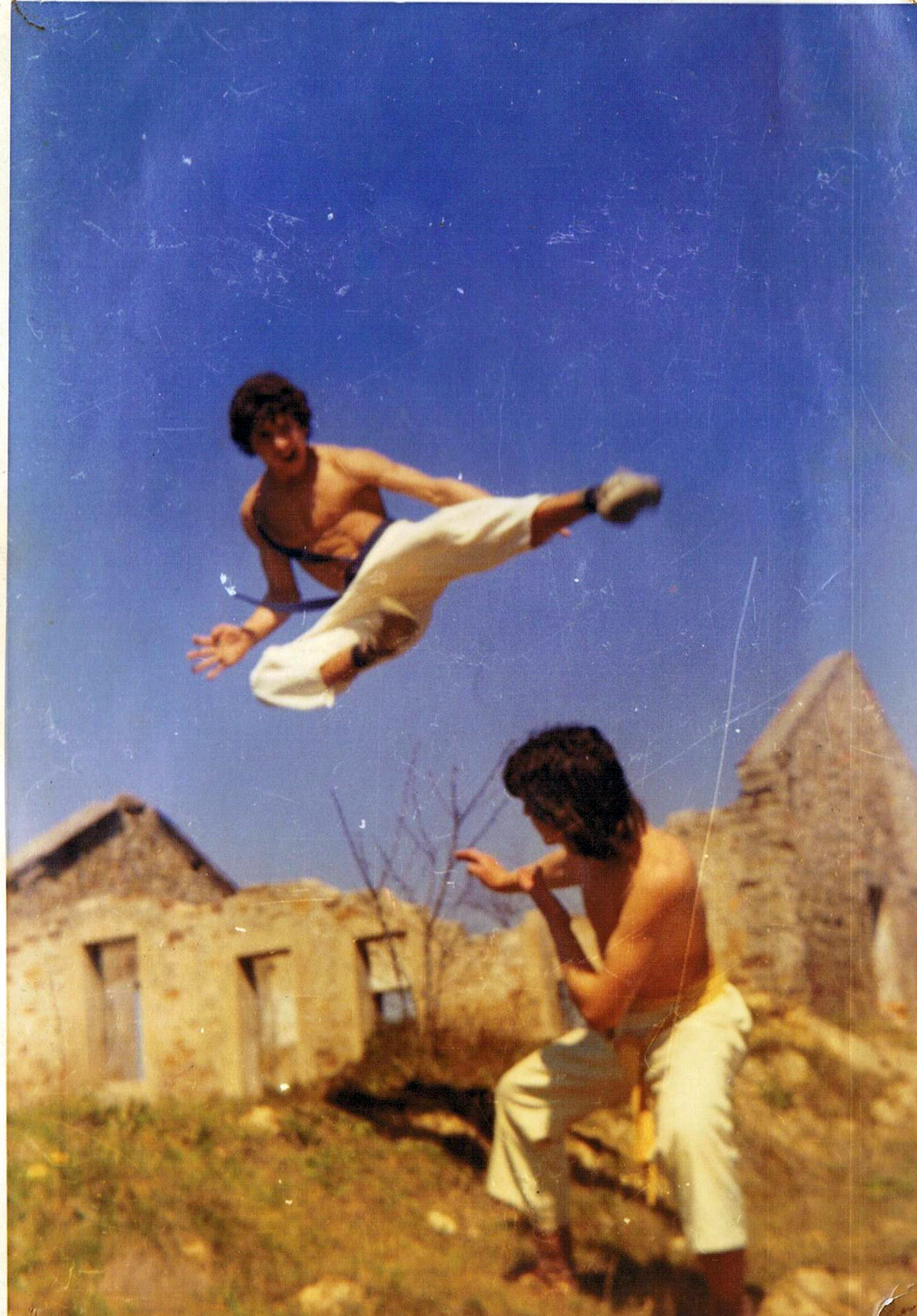
آن لوئیس گارسیا اسلیم

ژانر هنرهای رزمی یا سینمای هنرهای رزمی یا فیلم‌های هنرهای رزمی  یک زیرمجموعه از فیلم‌های اکشن هستند که از هنرهای رزمی بسیاری برخوردارند. این نبردها معمولاً ارزش جذابیت‌های سرگرمی فیلم‌ها هستند و اغلب یک روش داستان سرایی و بیان شخصیت و توسعه است. فیلم‌های هنرهای رزمی معمولاً شامل انواع دیگری از اقدامات، مانند مبارزه با دست، دست و پا، تعقیب و تیراندازی می‌شوند.

## بازیگران مطرح فیلم رزمی و مهم‌ترین آثارشان
| نام بازیگر       | رشته رزمی          | آثار مهم                                                                                           |
| ---------------- | ------------------ | -------------------------------------------------------------------------------------------------- |
| بروس لی          | جیت کان دو         | رئیس بزرگ، \| خشم اژدها، \| راه اژدها، \| اژدها وارد می‌شود، \| بازی مرگ (ناتمام)                   |
| جکی چان          | کونگ فو            | ساعت شلوغی\|مار در سایه عقاب\|شورش در برانکس\|داستان پلیس                                          |
| جت لی            | ووشو               | بوسه اژدها، \| رهاشده، \| اربابان جنگ                                                              |
| جیم کلی (بازیگر) | کاراته             | اژدها وارد می‌شود، \| کمربند سیاه جونز، \| سامورایی سیاه                                            |
| چاک نوریس        | کاراته             | راه اژدها، \| دلتا فورس، \| خشم خاموش                                                              |
| دانی ین          | ووشو               | قفس ببر، \| ایپ من (فیلم)، \| دلاوران شانگهای (فیلم)                                               |
| ژان کلود ون دام  | کیوکوشین کاراته    | رینگ خونین، \| هدف سخت، \| کیک‌بوکسور \| هدف نهایی و سرباز جهانی                                    |
| تی لونگ          | وینگ چون           | برادران تنی فردایی بهتر                                                                            |
| براندون لی       | جیت کان دو         | میراث خشم، \| آتش تند، \| کلاغ                                                                     |
| استیون سیگال     | آیکیدو             | در محاصره، \| در پی عدالت، \| نشان مرگ                                                             |
| وسلی اسنایپز     | کاراته و هاپکیدو   | تیغه۱، \| تیغه ۲، \| تیغه ۳\|مسافر ۵۷                                                              |
| مارک داکاسیوس    | کونگ فو            | فقط قوی باش ۱۹۹۳ .راندن (فیلم ۱۹۹۷)                                                                |
| تونی جا          | موای تای           | نگهبان (فیلم ۲۰۰۵)، \| آونگ بنک: مبارز تایلندی (۲۰۰۳)                                              |
| اسکات ادکینز     | کیک بوکسینگ و جودو | (شکست ناپذیر ۲)، (شکست‌ناپذیر ۳.)(،بویکا شکست‌ناپذیر.)(،نینجا۱.)(،نینجا: ۲.)(سرباز جهانی: روز حساب.) |
| گری دنیلز        | کیک بوکسینگ        | (ماه خونین)، (مشت ستاره شمالی)، (ببر سفید)،                                                        |